# Saint-Romain-en-Jarez
 Saint-Romain-en-Jarez  es una población y comuna francesa, situada en la región de Ródano-Alpes, departamento de Loira, en el distrito de Saint-Étienne y cantón de Rive-de-Gier.

## Demografía
| 783 | 739 | 705 | 767 | 813 | 926 |
| Para los censos de 1962 a 1999 la población legal corresponde a la población sin duplicidades (Fuente: INSEE [Consultar]) |     |     |     |     |     |